# Hauptidia provincialis
Hauptidia provincialis är en insektsart som först beskrevs av Ribaut 1931.  Hauptidia provincialis ingår i släktet Hauptidia och familjen dvärgstritar. Inga underarter finns listade i Catalogue of Life.